# Niewstąp
Niewstąp [pronunciación en polaco: /ˈɲefstɔmp/] es un asentamiento en el distrito administrativo de Gmina Barlinek, dentro del Distrito de Myślibórz, Voivodato de Pomerania Occidental, en el noroeste de Polonia. Se encuentra aproximadamente 8 kilómetros al noroeste de Barlinek, 19 kilómetros al noreste de Myślibórz, y 56 kilómetros al sudeste de la capital regional, Szczecin.